# Vito Ingrosso
Vito Ingrosso, född 23 december 1963 i Farsta, Stockholm, är en svensk dansare, koreograf och musiker. 
Han blev känd som dansare tillsammans med brodern Emilio Ingrosso i Pernilla Wahlgrens framträdande i Melodifestivalen 1985. Han har medverkat på svenska Ambient-skivorna Beirut Café. Han har även producerat elektronisk musik tillsammans med Joachim Hövel under artistnamnet Hypernature i början av 1990-talet.  Med sin bror Emilio bildade han även gruppen Bad Habits som bland annat släppte singeln Naughty Girls (1985).
Vito Ingrosso är far till DJ:n Sebastian Ingrosso samt bloggaren Paloma Ingrosso och DJ:n Enzo Ingrosso.